# Fiódor Veselovski
Fiódor Pávlovich Veselovksi (en ruso: Фёдор Павлович Веселовский; Moscú, alrededor de 1690 - más tarde de 1762) fue un diplomático ruso del siglo XVIII y consejero privado. Era hermano de Abram e Isaak Veselovksi. 

## Biografía
Era hijo del judío converso Pável Yákovlevich Veselovski (f. 1715)) conservador de las escuelas alemanas y comisario de la Oficina de la Farmacia de Moscú, de su matrimonio con María Nikoláyevna, nacida Arshenévskaya.
Fue educado en el gimnasio de Johann Ernst Glück y sería aceptado en la Oficina de la Embajada, administrada por su primo, Piotr Shafírov, como traductor de alemán y latín. En 1707, el zar Pedro le nombró secretario de la embajada rusa en Roma, encabezada por Borís Kurakin. Acompañó a Kurakin en sus viajes a Hannover y Londres. En 1711 fue trasladado a la embajada rusa en Copenhague y al año siguiente es nombrado secretario de la embajada. En 1714 acompañó a Kurakin a Brunswick y en 1716 de nuevo a Londres.
Desde el 1 de febrero de 1717 ejerció como residente en la corte inglesa (nombrado oficialmente el 9 de junio de ese año). Participó en las negociaciones sobre la devolución de la ciudad de Wismar al duque de Mecklemburgo, hizo construir en Londres una iglesia ortodoxa y llevó a cabo negociaciones acerca de la unión de las iglesias anglicana y ortodoxa. Hizo editar en Londres un memorial sobre el hijo del barón Görtz para la reina inglesa. Además de las ocupaciones específicas de la embajada, Veselovski se encargaba de la contratación de especialistas cualificados y la conclusión de tratados comerciales ventajosos para Rusia. En el conflicto anglo-ruso de 1719-1720, no manifestó la perspicacia, insistencia y firmeza de principios necesaria, por lo que perdió la confianza del zar (también por las relaciones de su hermano Abram, que estaba envuelto en los planes de Alekséi Petróvich), siendo relevado de su puesto en febrero de 1720 y trasladado como secretario a la embajada en Dinamarca. Temiendo su arresto por culpa de su hermano Abram, se negó a abandonar Gran Bretaña.
Entre 1727 y 1733 solicitó a las autoridades rusas el poder regresar a casa. Comenzó a enviar a la corte de Ana Ivánovna y al vicencanciller Osterman valiosos mensajes con informaciones sobre las posiciones políticas internas de Inglaterra, sus novedades parlamentarias y acontecimientos de la vida cortesana. Aseguró a Osterman que quería emplear sus últimos días en el servicio de la patria. Posiblemente se retrasara la autorización para el regreso de Veselovski porque las informaciones que daba eran muy valiosas.
Regresaría a Rusia tras el ascenso al trono de la emperatriz Elizaveta Petrovna. En 1744 sirvió como mensajero llevando la carta que solicitaba al príncipe de Anhalt-Zerbst, Cristián Augusto el matrimonio de su hija con el príncipe Pedro Fiódorovich, heredero al trono. En noviembre de 1748 fue nombrado maestro de ceremonias de la corte imperial rusa, retirándose del servicio en 1752 con el rango de mayor general. 
Viajando al extranjero entre 1756 y 1760, entabló negociaciones con Voltaire sobre la escritura de la historia de Pedro I, por encargo de Iván Shuválov. En 1760 fue nombrado conservador de la Universidad de Moscú, el primero que visitó la universidad y que se trasladó a vivir a Moscú. El 10 de febrero de 1761 recibió la Orden de San Alejandro Nevski. A principios de 1762 Shuválov le indicó que organizara en la Universidad una debate para la elaboración definitiva del proyecto, realizado por los profesores, de reglamento de la Universidad, que sería enviado a San Petersburgo en abril de ese año para su confirmación por el zar (no sería confirmado por el súbito derrocamiento de éste). El 18 de noviembre de 1762 fue retirado del servicio y, aparentemente, pasó sus últimos años viajando por el extranjero.